# Lamania inornata
Lamania inornata là một loài nhện trong họ Tetrablemmidae.
Loài này thuộc chi Lamania. Lamania inornata được Deeleman-Reinhold miêu tả năm 1980.